# 生命的記憶
《生命的記憶》（日语：いのちの記憶）是由日本女歌手二階堂和美創作及演唱，作為2013年電影動畫《輝耀姬物語》的片尾曲。

## 概要
作品誕生的契機為《輝耀姬物語》的導演高畑勳因多次聆聽二階堂和美的2011年專輯《暈染》後，肯定對方能力便請求二階堂和美能為他的動畫創作片尾曲。
在歌曲的主題有考慮到「當在面臨一切結束後、會有如何想法」的方向，而二階堂和美在當時創作此曲時正為懷孕期間，肚裡的新生命也對她在思考作品內容有著影響。另高畑勳也不時透過書信、來向二階堂和美表示作品的意見。
而先前在《暈染》專輯中，二階堂和美已有創作一首有關離別的歌曲《別離之際》，該曲的曲風為類似森巴的熱鬧風格，二階堂和美便將此回的《生命的記憶》改以逆向操作、採用鋼琴來演奏曲調慢慢帶入。
《生命的記憶》在正式發表前一陣時期，二階堂和美剛好面臨到親人離世，當時在火葬場上的二階堂和美也因有所感觸、而在現場唱了這首曲子。

## 收錄歌曲
1.生命的記憶
※作詞、作曲、演唱：二階堂和美
2.生命的記憶
※伴奏版本

## 收錄專輯
- 《輝耀姬物語原聲帶》（2013年）
- 《吉卜力與我以及輝耀姬》（2013年）

## 外部連結
- 二階堂和美官方網站上的《生命的記憶》CD作品介紹網頁 （页面存档备份，存于）